# Confine tra Georgia e Russia
Il confine tra la Georgia e Russia descrive la linea di demarcazione tra la Georgia e la Russia. Corre principalmente lungo la catena del Caucaso e segue uno dei confini convenzionali tra Europa e Asia. Le vette lungo il confine includono lo Shota Rustaveli, il Dzhangi-Tau, lo Shkhara, il Dzhimara, il Kazbek e il Tebulosmta. 

## Valichi di frontiera
L'unico valico di frontiera legale è a nord di Stepantsminda sulla strada militare georgiana. Ci sono anche valichi di frontiera tra la Russia e gli stati separatisti di Abcasia (ad Adler) e dell'Ossezia del sud (il tunnel di Roki).

## Storia
I regni georgiani (Kartli-Kakheti e Imereti) iniziarono a rientrare nella sfera di interesse dell'Impero russo nel tardo XVIII secolo, in seguito al trattato russo con l'Ossezia del Nord e alla costruzione di Vladikavkaz come base nel 1784. La costruzione della strada militare georgiana iniziò nel 1799, in seguito al trattato di Georgievsk. Il Kartli-Kakheti e l'Imereti furono assorbiti rispettivamente nell'impero russo nel 1801 e nel 1818. Alessandro I ordinò al generale Aleksey Petrovich Yermolov, comandante in capo delle forze russe nel Caucaso, di migliorare la superficie stradale per facilitare il movimento e le comunicazioni delle truppe. Quando Yermolov annunciò il completamento dei lavori nel 1817, la strada fu annunciata come il "Sempione russo". Tuttavia i lavori continuarono fino al 1863. La strada militare georgiana ha svolto un ruolo importante nello sviluppo economico della Transcaucasia e nella guerra russo-circassa. 
Il moderno confine tra Georgia e Russia è stato tracciato con la proclamazione della Repubblica Democratica Georgiana l'8 giugno 1918. Dal 1921 al 1991 è stato un confine interno dell'Unione Sovietica. Il confine venne modificato tra il 1944 e il 1958 per includere parte dei territori ai ceceni deportati e ai carachi in Georgia (ora facenti parte della repubblica del Karachay-Cherkessia, con le città di Teberda e Karachaevsk e gli altopiani della Cecenia). Dopo il 1958, il confine tornò a seguire la catena del Caucaso. 
Con l'indipendenza della Georgia nel 1991, il confine è diventato internazionale. Dopo il conflitto armato del 2008, la Russia ha riconosciuto le regioni appartenenti alla Georgia, l'Abkhazia e l'Ossezia del Sud, come repubbliche indipendenti e pertanto il confine tra i due paesi, dal punto di vista russo, è diventato molto più corto e diviso in due porzioni, una occidentale tra Abkhazia e Ossezia meridionale e una orientale tra Ossezia meridionale e l'Azerbaigian. Dal punto di vista georgiano, il confine russo-georgiano non è cambiato dal crollo dell'Unione Sovietica. Il confine contestato con l'Ossezia del Sud è costituito da una lunga barriera di filo spinato che viene spostato periodicamente in territorio georgiano con un presidio militare russo e a causa di questo circa diecimila georgiani in questa fascia di territorio risultano de facto cittadini dell'Ossezia del Sud.